# Donde se habla
Donde se habla es el cuarto disco (y sexto lanzamiento) del grupo español La Polla Records. Este es el primer LP grabado en Elkar, y al mismo tiempo uno de los discos con mejor sonido de la banda y su primer gran avance musical.

## Grabación y contenido
Se considera su primer álbum con una temática, dado que 15 de las 16 canciones tienen títulos referidos al mundo animal. En una entrevista realizada a Evaristo en mayo de 2010, afirmó que el nombre del álbum y su concepto están inspirados en el libro El nombre de la rosa, de Umberto Eco.
La canción "El avestruz", según un mito urbano, es una canción dedicada al grupo Eskorbuto, debido a un incidente en el cual el grupo les robó una guitarra en un recital de 1985, donde habían tocado juntos. Según dicha leyenda, Eskorbuto les habría dedicado a su vez la canción "Cuidado", que salió en su disco Anti todo de 1986. Lo que sí que es cierto es que "El avestruz" es en realidad una versión del tema "First Time" de la banda punk inglesa The Boys.

## Canciones
- Todos los temas compuestos por Evaristo Páramos, Miguel Garín, Abel Murua, Fernando Murua y Manolo García.

1. "Los monos" - 1:33
2. "Canarios y jilgueros" - 1:32
3. "Ocho mariposas" - 1:55
4. "Animal sin nombre" - 2:17
5. "Conejas y gallinas" - 2:32
6. "Rata - parte 1" - 0:56
7. "Rata - parte 2" - 2:47
8. "El perro salvaje" - 2:08
9. "El avestruz" - 2:18
10. "Confusión" - 1:20
11. "El cerdo" - 1:34
12. "Escorpión" - 1:44
13. "El pingüino" - 1:52
14. "Ciervos, corzos y gacelas" - 2:00
15. "Las hormigas" - 1:40
16. "Todos los animales privando juntos en el bar" - 2:45

## Personal
Músicos
- Evaristo - Voz líder.
- Txarly - Guitarra solista, coros.
- Sumé (Acreditado como "Manel") - Guitarra rítmica, coros.
- Abel - Bajo, coros.
- Fernandito - Batería, coros.

Invitado
- Jesus Mari Esnaola - Piano y Acordeón.

Colaboradores
- Jean Phocas y Cesar Ibarretxe - Técnicos de Grabación.
- Txefo, Joseba Olalde y Txarly - Diseño de Portada.